# Brachyglutini

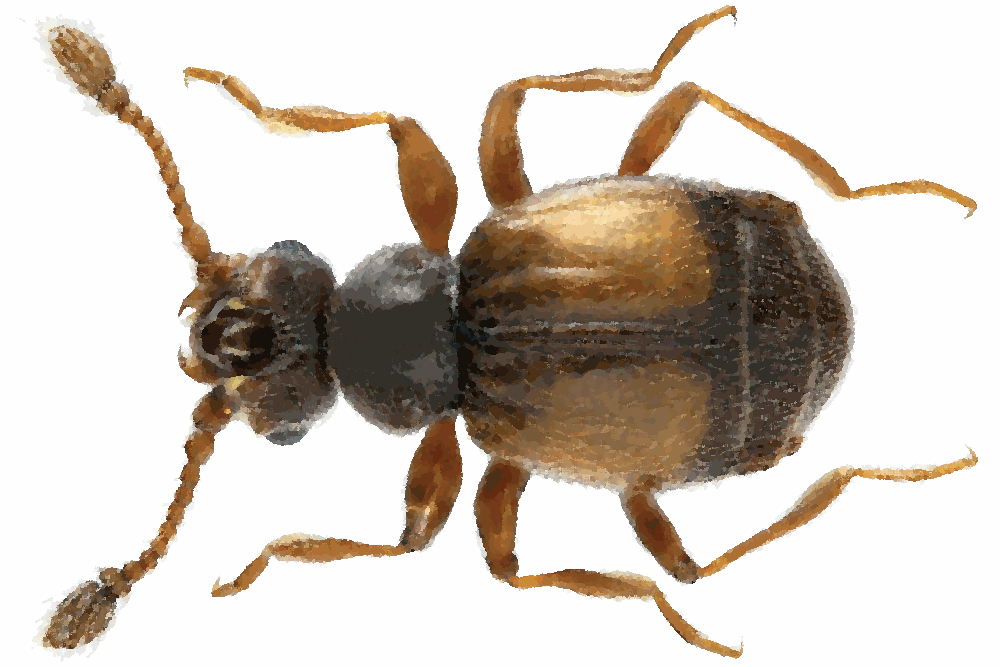
Achilia grandiceps

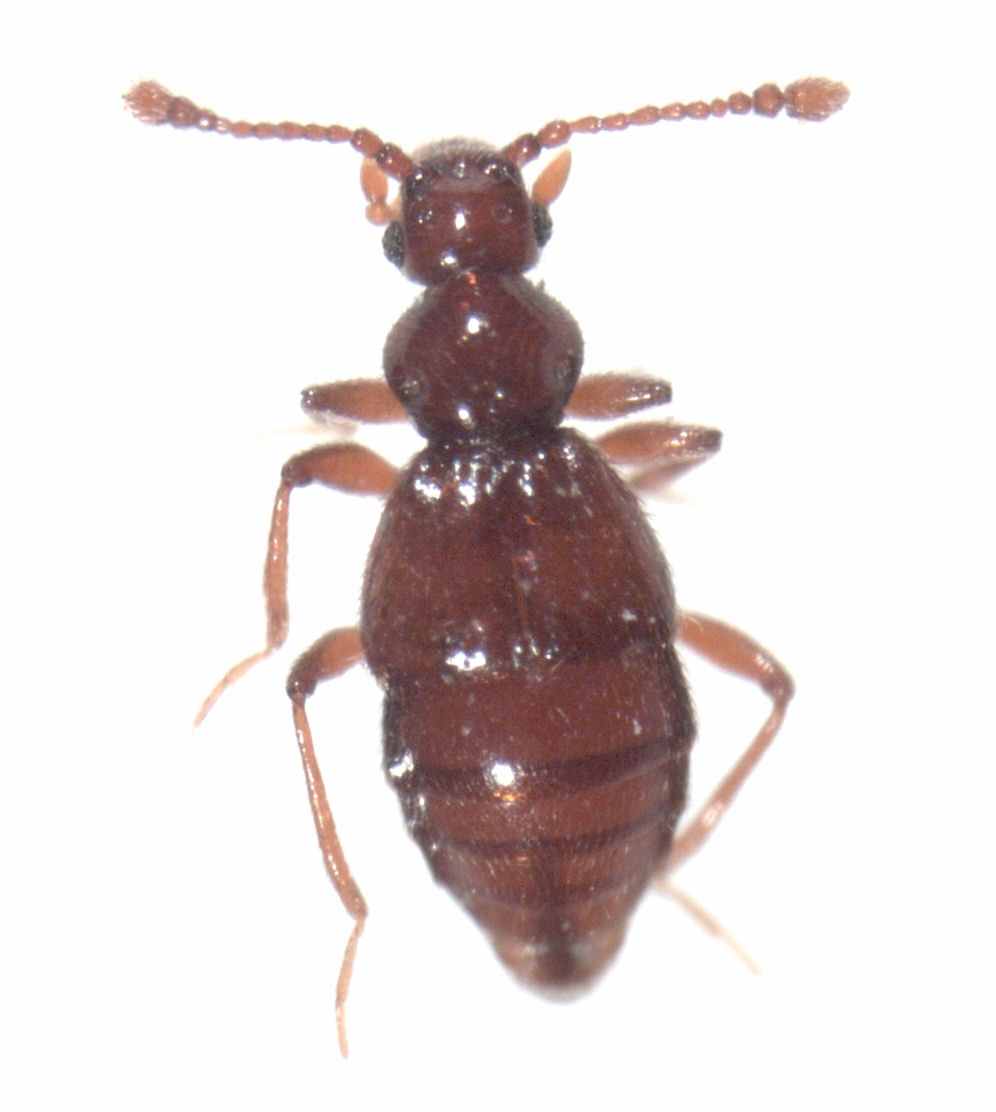
Anabaxis foveolata

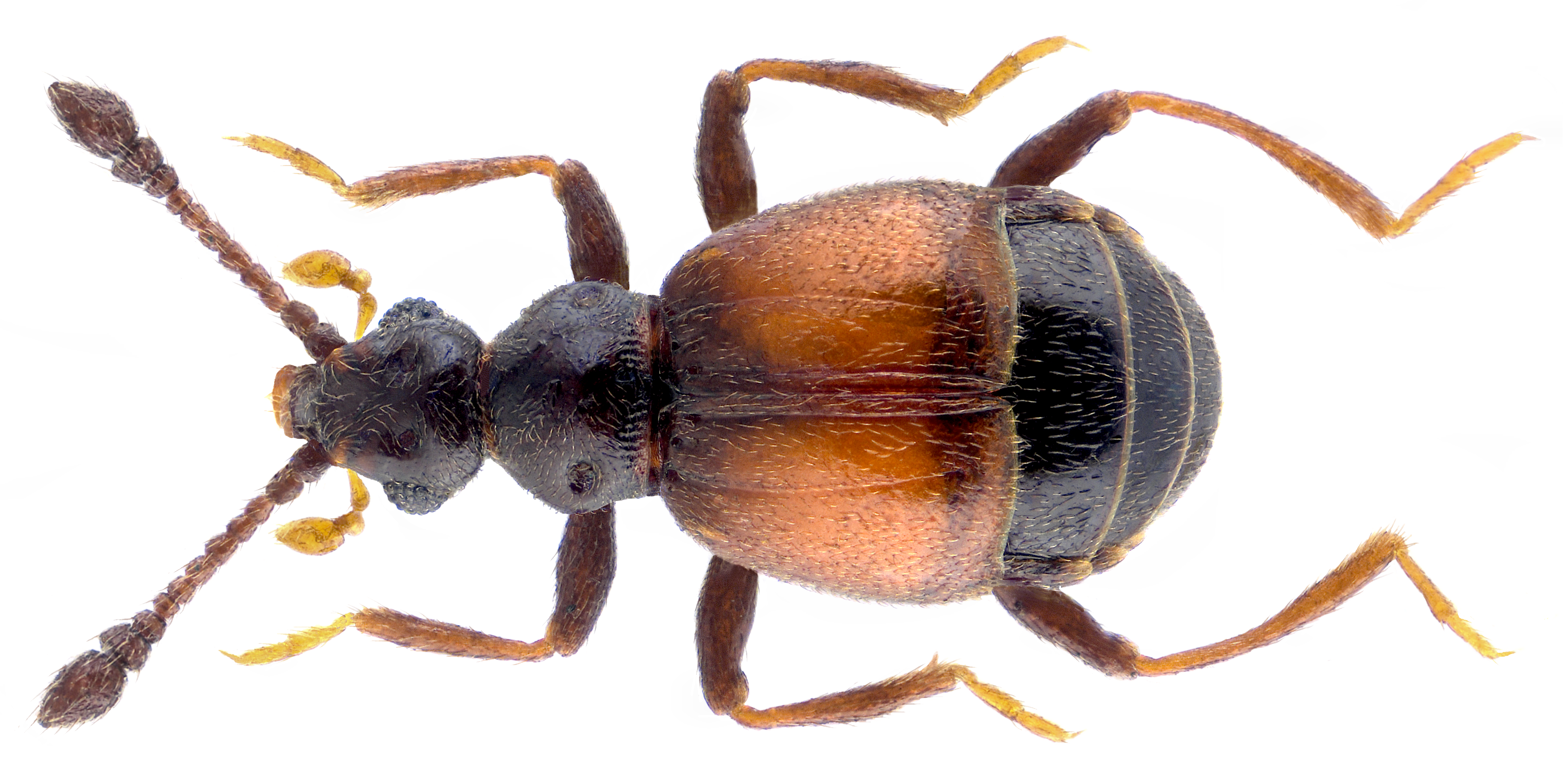
Fagniezia impressa

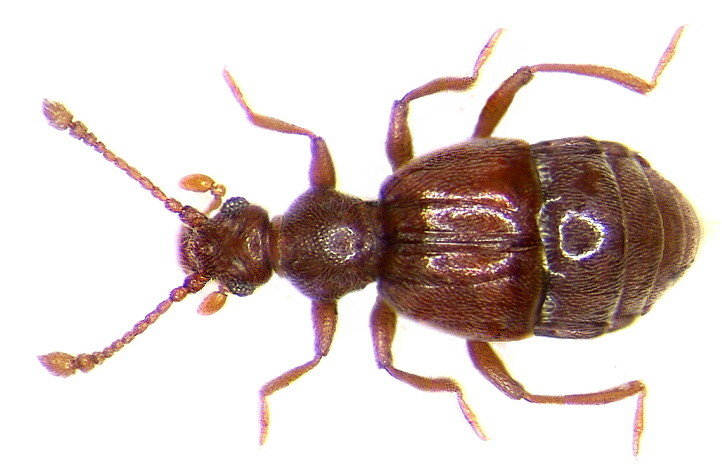
Reichenbachia juncorum

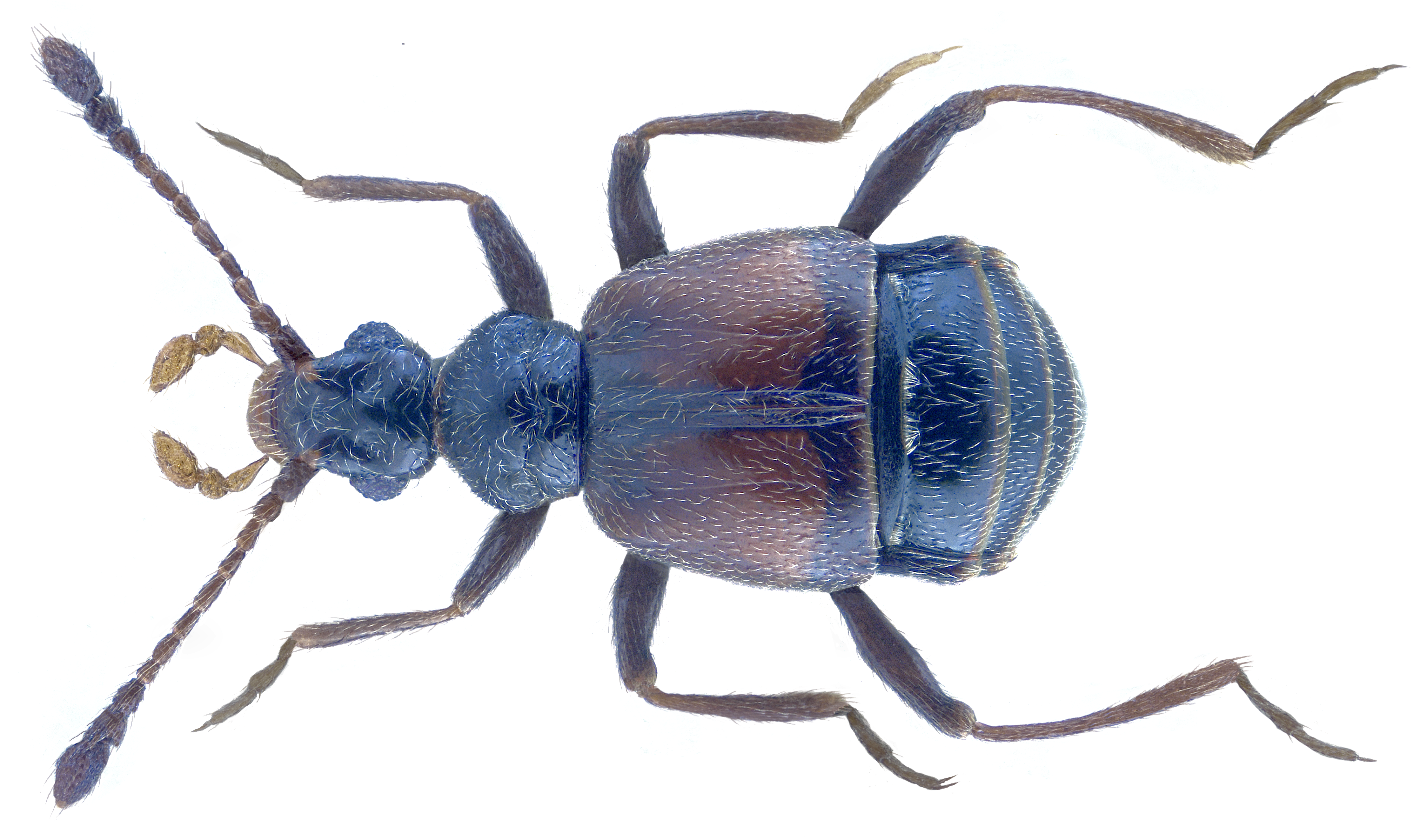
Rybaxis longicornis

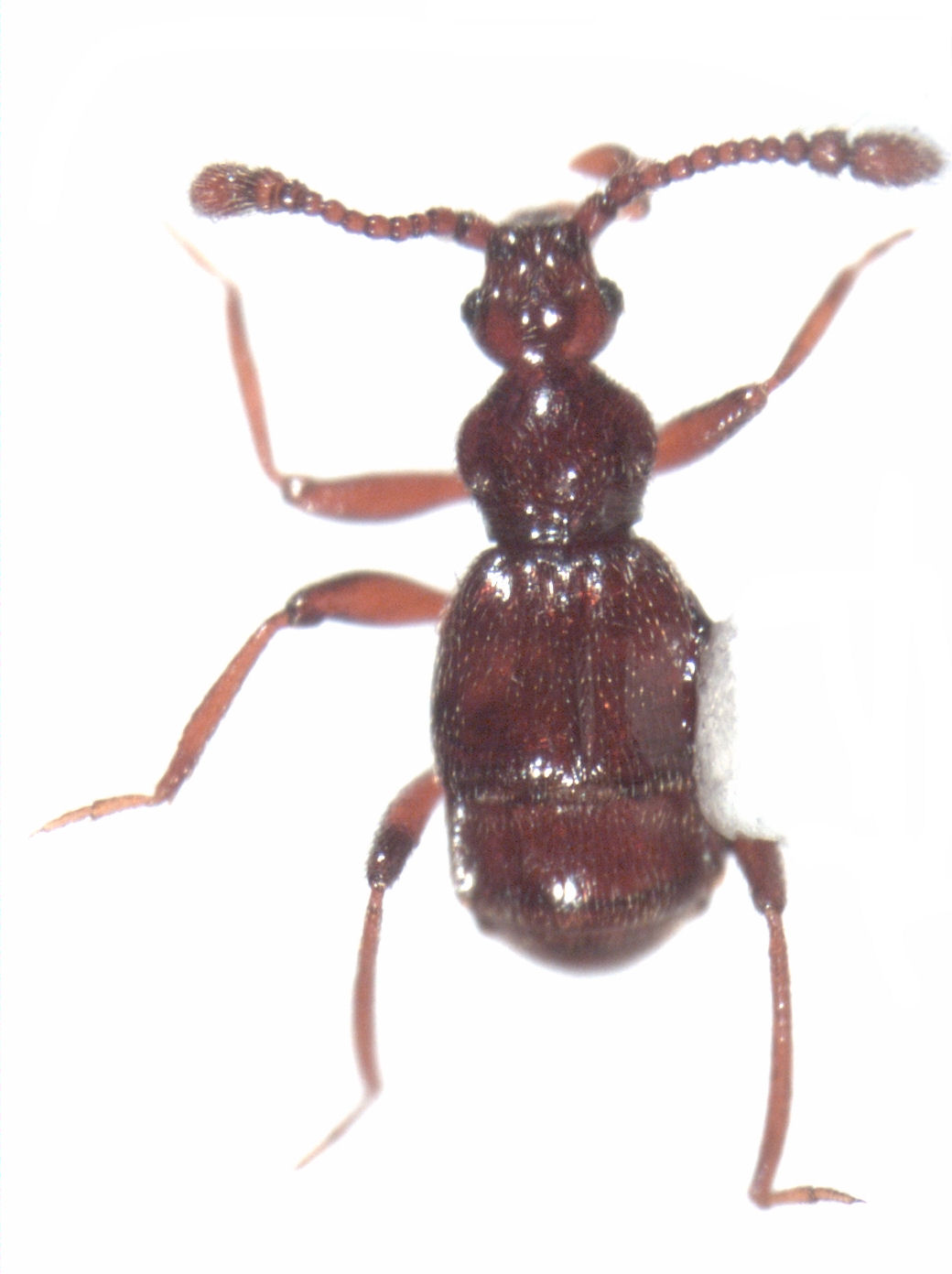
Startes

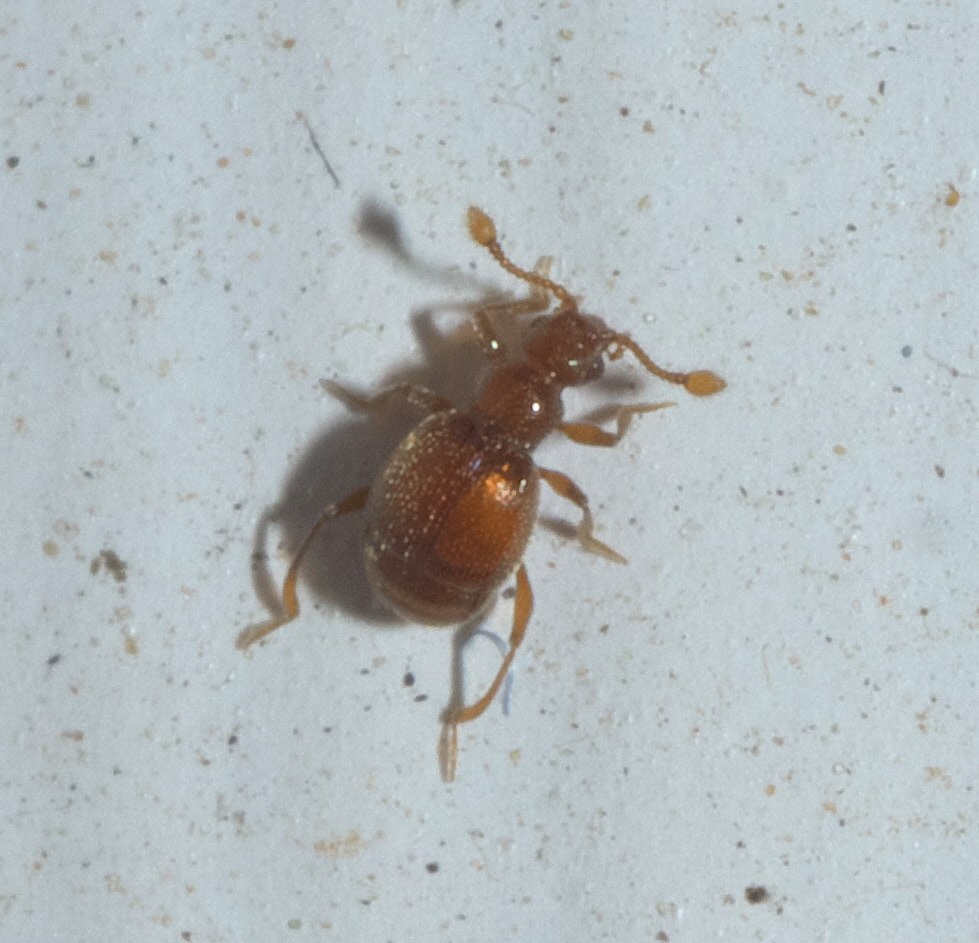
Eutrichites zonatus

Brachyglutini (лат.) — триба мелких коротконадкрылых жуков-ощупников из надтрибы Goniaceritae. Более 100 родов.

## Распространение
Встречаются повсеместно во всех биогеографических регионах.

## Описание
Мелкие коротконадкрылые жуки—ощупники, большинство видов имеют длину тела менее 5 мм. Голова с коротким первым антенномером; имеются глазно-мандибулярные кили; усики с 10—11 члениками; третьи членики максиллярных щупиков короткие и треугольные, четвёртые членики от яйцевидных до удлиненно-конических (если не изменены у самцов), обычно косо срезанные у основания. Переднегрудь с паранотальными килями. Ноги со вторыми члениками равными или длиннее третьих члеников. Края брюшка угловатые, только у некоторых родов паратергиты очень узкие или сросшиеся, образуя округлые боковые края, паратергиты обычно хорошо видны на видимых тергитах 1—3 (IV-VI); видимый стернит 1 (III) едва виден в основании между задними тазиками и латерально, 2 (IV) значительно длиннее первого по средней линии. Эдеагус обычно симметричный, со сходными по форме парамерами; некоторые роды с относительно небольшим количеством ямок и борозд имеют асимметричный эдеагус. Задние коготки лапок редуцированы. Усики длинные, булавовидные, надкрылья укороченные, лапки трёхчлениковые.

## Систематика
Крупная триба жуков-ощупников, включает более 100 родов. Таксон был впервые выделен в 1904 году французским зоологом Ахиллом Раффреем (1844—1923).
Однако, когда в 1995 году в работе Ньютона и Тейера на основании анализа морфологических признаков ранг семейства ощупников был понижен (Newton and Thayer, 1995) до подсемейства в составе Staphylinidae, то соответственно все надродовые таксоны (в том числе, бывшие ранее подсемейства в составе Pselaphidae) были понижены в ранге. В состав трибы Brachyglutini вошли подтрибы: Baradina — Brachyglutina — Decarthrina — Eupseniina — Pselaptina. В состав подтрибы Brachyglutina некоторые авторы включают всех представителей Pselaptina и Halorabyxina, а также Globina, перенесенные сюда из Iniocyphini.
- надтриба Goniaceritae Reitter, 1882
  - триба Brachyglutini Raffray, 1904
    - подтриба Baradina Park, 1951
      - Euphalepsus Reitter, 1883
      - Phalespoides Raffray, 1890

    - подтриба Brachyglutina Raffray, 1904
      - Acamaldes Reitter, 1882
      - Achilia Reitter, 1890
      - Achillidia Jeannel, 1962
      - Achilliotes Jeannel, 1962
      - Anabaxis Raffray, 1908
      - Anarmoxys Raffray, 1900
      - Anasidius Jeannel, 1952
      - Anasopsis Raffray, 1904
      - Anchylarthron Brendel, 1887
      - Antipodebaxis Chandler, 2001
      - Arachis Raffray, 1890
      - Araneabaxis Chandler, 2001
      - Asanis Newton & Chandler, 1989
      - Atacamia Franz, 1996
      - Atenisodus Raffray, 1904
      - Baraxina Raffray, 1896
      - Batraxis Reitter, 1882
      - Baxyridius Jeannel, 1954
      - Baxyris Jeannel, 1950
      - Berdura Reitter, 1882
      - Booloumba Chandler, 2001
      - Brachygluta Thomson, 1859
      - Braxyda Raffray, 1904
      - Briara Reitter, 1882
      - Briaraxis Brendel, 1894
      - Bryaxella Raffray, 1903
      - Bryaxina Raffray, 1904
      - Bryaxinella Jeannel, 1962
      - Bryaxonoma Raffray, 1898
      - Bundjulung Chandler, 2001
      - Bunoderus Raffray, 1904
      - Byraxorites Jeannel, 1962
      - Bythinogaster L.W.Schaufuss, 1887
      - Caligocara Park, 1945
      - Comatopselaphus L.W.Schaufuss, 1882
      - Cryptorhinula L.W.Schaufuss, 1887
      - Dicrobiotus Jeannel, 1953
      - Diroptrus Motschulsky, 1858
      - Drasinus Raffray, 1904
        - подрод Drasinus (Drasinus) Raffray, 1904
        - подрод Paradrasinus (Drasinus) Newton & Chandler, 1989

      - Ectopocerus Raffray, 1904
      - Ephymata Raffray, 1904
      - Eremomus Raffray, 1904
      - Ergasteriocerus Leleup, 1973
      - Eupifigia Park, 1952
      - Eupinella Raffray, 1908
      - Eupines King, 1866
        - подрод Byraxis (Eupines) Reitter, 1880
        - подрод Eupines (Eupines) King, 1866

      - Eupinidius Jeannel, 1952
      - Eupinogitus Broun, 1921
      - Eupinolus Oke, 1928
      - Eupinopsis Raffray, 1897
      - Eutrichites LeConte, 1880
      - Fagniezia Jeannel, 1950
      - Gastrobothrus Broun, 1882
      - Ghesquierites Jeannel, 1950
      - Globa Raffray, 1887
      - Iluka Chandler, 2001
      - Leiochrotella Jeannel, 1954
      - Leiochrotidius Jeannel, 1960
      - Leptachillia Jeannel, 1962
      - Leptorrachis Jeannel, 1961
      - Mallanganee Chandler, 2001
      - Mallecoa Franz, 1996
      - Malleecola Oke, 1926
      - Mangalobythus Tanokuchi, 1989[8] (в 2015 году перенесён в Brachyglutina из Bythinini)[7]
      - Mitona Raffray, 1904
      - Mundaring Chandler, 2001
      - Nisaxis Casey, 1886
      - Noduliceps Jeannel, 1958
      - Nondulia Newton & Chandler, 1989
      - Obricala Raffray, 1890
      - Paluma Chandler, 2001
      - Panabachia Park, 1942
      - Parachillia Franz, 1996
      - Pedisinops Newton & Chandler, 1989
      - Physobryaxis Hetschko, 1913
      - Physoplectus Reitter, 1882
      - Plectrobythus Leleup & Célis, 1969
      - Prosthecarthron Raffray, 1914
      - Pselaptus LeConte, 1880
      - Pseudachillia Jeannel, 1963
      - Pseudachillidia Franz, 1996
      - Pseudocamaldes Jeannel, 1955
      - Rabyxis Raffray, 1890
        - подрод Pseudobaxyris (Rabyxis) Jeannel, 1960
        - подрод Rabyxis (Rabyxis) Raffray, 1890

      - Raxybis Raffray, 1908
      - Reichenbachella Jeannel, 1950
      - Reichenbachia Leach, 1826
      - Rougemontiella Leleup, 1974
      - Rybaxidia Jeannel, 1962
      - Rybaxis Saulcy, 1876
      - Scalenarthrus LeConte, 1880
      - Silillicus R.Lucas, 1920
      - Simkinion Park & Pearce, 1962
      - Speobaxyris Jeannel, 1950
      - Startes Broun, 1886
      - Storeyella Chandler, 2001
      - Strombopsis Raffray, 1904
      - Tremissus Besuchet, 1982
      - Tribatus Motschulsky, 1851
      - Triomicrus Sharp, 1883
      - Trissemus Jeannel, 1949
        - подрод Apotrissemus (Trissemus) Jeannel, 1954
        - подрод Corynecerus (Trissemus) Jeannel, 1949
        - подрод Trissemidius (Trissemus) Jeannel, 1952
        - подрод Trissemodes (Trissemus) Jeannel, 1950
        - подрод Trissemus (Trissemus) Jeannel, 1949

      - Vasse Chandler, 2001
      - Wataranka Chandler, 2001
      - Wiangaree Chandler, 2001
      - Wollomombi Chandler, 2001
      - Woodenbong Chandler, 2001
      - Xenobryaxis Jeannel, 1954
      - Xiphobythus Jeannel, 1951
      - Xybarida Raffray, 1897
      - Xybaris Reitter, 1882

    - подтриба Brachyglutini (incertae sedis)
      - Barybryaxis L.W.Schaufuss, 1890

    - подтриба Decarthrina Park, 1951
      - Decarthron Brendel, 1865
      - Euteleia Raffray, 1904
      - Raffrayolus Jakobson, 1914

    - подтриба Eupseniina Park, 1951
      - Eupsenina Raffray, 1909
      - Eupsenius LeConte, 1849

    - подтриба Pselaptina Park, 1976
      - Atenisodus Raffray, 1904
      - Caligocara Park, 1945
      - Comatopselaphus L.W.Schaufuss, 1882
      - Eutrichites LeConte, 1880
      - Pselaptus LeConte, 1880